# Arsinothricin
Arsinothricin (kurz: AST) ist eine chemische Verbindung aus der Gruppe der Aminosäuren. Es kann als Methylarsananalogon von Glutaminsäure gesehen werden. Dabei ist auf der vom Amin entfernten Seite stehenden Carbonsäuregruppe das Kohlenstoffatom durch Arsen ausgetauscht. Einige Forscher sehen in Arsinothricin das Potential, eine neue Klasse von Antibiotika zu begründen.

## Geschichte
AST wurde zusammen mit einer weiteren Verbindung, vermutlich einem hydroxylierten Derivat, 2016 in mit Arsen(III)-Substraten inkubierten Bakterien der Art Burkholderia gladioli gefunden. Die Autoren verfolgten bei der Isolierung dieser Verbindungen das Ziel, die Verstoffwechselung von Arsenverbindungen in der Rhizosphäre von Reis besser zu verstehen und es gelang somit den japanischen Forschern, das Spektrum der bisher bekannten Rhizosphären-Organoarsenverbindungen (z. B. Dimethylarsinsäure und Methylarsonsäure) um zwei weitere Vertreter zu erweitern. Voneinander kaum verschiedene Syntheserouten zum Arsinothricin wurden in den Jahren 2021 bis 2023 mehrfach von der Florida State University patentiert.

## Gewinnung und Darstellung
Eine der patentierten Synthesen von Arsinothricin wurde auch im Journal RSC Advances publiziert: Die Autoren nutzten als Edukt 2-Chlorethanol. Durch nukleophile Substitution mit Dinatriummethylarsinat wird das Chloratom durch Arsen ausgetauscht. Die Hydroxygruppe wird mit Thionylchlorid oder Chlor(trimethyl)silan wiederum in ein Chloratom umgewandelt und dient im nächsten Schritt als Elektrophil bei einer Substitution mit Diethylacetamidomalonat. Der letzte Schritt ist eine saure Verseifung sowohl des Carbonsäureamids als auch beider Ester-Gruppen und gleichzeitige Decarboxylierung einer der Säuregruppen.
Statt dieser Totalsynthese kann beispielsweise auch die N-acetylierte Form des Hydroxyarsinothricins enzymatisch am Arsen methyliert werden.

## Biologische Bedeutung
Arsinothricin ist für Bakterien wie Escherichia coli zytostatisch, allerdings in starker Abhängigkeit von der Wachstums-Umgebung dieser Bakterien. Die Wirkung beruht auf der Inhibition der Glutaminsynthetase. Auch gegen Carbapenem-resistenten Enterobacter cloacae und Mycobacterium bovis zeigt es Aktivität.